# Stanisław Dominik Kleczewski
Stanisław Dominik Kleczewski (ur. 1714 w Krakowie, zm. 7 maja 1776 w Krzemieńcu) – polski językoznawca, historyk, filozof, pisarz religijny i tłumacz.

## Życiorys
Urodził się w roku 1714 (data dzienna nieznana), jako syn Stanisława i Teresy. W wieku 18 lat (1732) wstąpił do zakonu reformatów. Sześć lat później (Lwów, 1738) otrzymał święcenia kapłańskie. Począwszy od roku 1746 przynależał do nowej ruskiej kustodii zakonu (a od roku 1763 do prowincji). Przez 3 lata (1755–1758) piastował urząd kustosza, a w latach 1772–1775 stanowisko prowincjała. W roku 1752 sprawował funkcję wizytatora generalnego prowincji wielkopolskiej, a w roku 1771 prowincji małopolskiej. Zmarł w wieku 62 lat (7 maja 1776) w Krzemieńcu.

## Twórczość
1. Socius viatorum Deus T. O. M. per brevia colloquia ad modum mediationum itinerantibus adiunctus..., Lwów 1755; przekł. polski: Rozmyślania tygodniowe w codziennych rozmowach Boga z człowiekiem zamknięte. Przez..., łacińskim językiem napisane, teraz zaś przez Piotra Potockiego... na ojczysty przetłumaczone i do druku podane, Lwów 1760
2. Institutiones politico-religiosae, juxta regulas prydentiae ac modestiaechristianae in actibus externis religiosum juvenem dirigentes, brak miejsca wydania 1758; wyd. następne Lwów 1759 (dedykowane J.K. Jabłonowskiemu)
3. Dysertacja, albo mowa o Pismach żydowskich i Talmudzie podczas walnej dysputy contra talmudzistów z talmudzistami... publico ore miana, Lwów 1759
4. Kalendarz seraficzny, zamykający w sobie żywoty wielebnych sług boskich zakonu Ś. O. Franciszka, reformatów polskich, osobliwą świątobliwością znamienitych, Lwów 1760
5. O początku, dawności, odmianach i wydoskonaleniu języka polskiego zdania..., Lwów 1767; fragmenty przedr. Z. Florczak, L. Pszczołowska w: Ludzie Oświecenia o języku i stylu t. 1, Wrocław 1958 (dedykowane I. Krasickiemu)
6. Sarmatia Europaea mox post diluvium universale inhabitata, seu fragmentum tractatus de diluvio universali partis III..., Lwów 1769 (dedykowane A. S. Młodziejowskiemu)
7. Soliloquium octiduanum tempore annui recessus pia consuetudine practicandum usui Fratrum Religiosorum accomodatum praedicatoribus quoque..., Poczajów 1771; wyd. następne Kłodzko 1778
8. Prima elementa philosophiae rationalis et experimentalis synthetice disposita, pro usu Scholasticorum Regularium succincte collecta, Lwów 1772
9. Lechus historiae Polonae restitutus, Ołomuniec 1774 (dedykowane J.A. Jabłonowskiemu).
10. Stanislai Kleczewski Itinerarium Romanum (1750) / Podróż Rzymska (1750), opr. M. Chachaj, B. Rok, Kraków-Wrocław 2016 (Peregrinationes Sarmatarum, vol. V)